# (4222) Nancita
(4222) Nancita ist ein Hauptgürtelasteroid, der am 13. März 1988 von Eleanor Helin vom Palomar-Observatorium aus entdeckt wurde.
Der Asteroid wurde nach der Schwiegertochter der Entdeckerin, Nancy Coker Helin benannt.